# ク17 (航空機)
ク17は、大日本帝国陸軍が計画した滑空機（軍用グライダー）。開発は日本小型飛行機が行った。日本小型での社内名称は「K-17」。

## 概要
太平洋戦争末期、南方から日本本土までの燃料の輸送を目的として計画された機体。胴体は細長い水滴型をしており、降着装置は前輪式のものを用いる。直線テーパーの主翼は肩翼式に配置されている。尾翼は水平尾翼のみ。設計のみで計画は中止された。